# 아우토반 70호선
아우토반 70호선(Bundesautobahn 70, BAB 70, A 70)은 베르넥과 하스도르프를 이어주는 아우토반 노선으로, 총 연장은 약 120km이다. 그러나 이 고속도로는 바이에른주 관내에만 관통되어 있다.

## 접촉하는 도로
- 아우토반 7호선
- 아우토반 9호선
- 아우토반 71호선
- 아우토반 73호선